# Pablo Ricardi
Pablo Ricardi (Buenos Aires, 25 de febrero de 1962) es un Gran Maestro Internacional de ajedrez argentino. En 2000 recibió el Premio Konex de Platino como el mejor ajedrecista de la década en Argentina.

## Resultados destacados en competición
Fue cinco veces ganador del Campeonato de Argentina de ajedrez, en los años 1994, 1995, 1996, 1998 y 1999, siendo subcampeón en una ocasión en 2005 por detrás del gran maestro Diego Flores. Fue campeón Panamericano en el año 1987 en La Paz.
Participó representando a Argentina en once Olimpíadas de ajedrez en los años 1984, 1986, 1988, 1990, 1992, 1994, 1996, 1998, 2002, 2004 y 2006, y en dos Campeonatos Panamericanos de ajedrez por equipos en los años 1985 y 1995, alcanzando en el año 1985, en Villa Gesell, la medalla de oro por equipos y la medalla de oro individual en el primer tablero reserva, y en el año 1995, en Cascavel, la medalla de plata por equipos y la medalla de oro individual en el segundo tablero.

## Periodismo
Escribe todos los viernes su columna Frente al Tablero, en la sección de deportes del diario La Nación, de Buenos Aires, Argentina. Una sección sobre ajedrez que tuvo como antecesores a los maestros, entre otros, Roberto Grau, Carlos Ilardo y Julio Bolbochán.